# Кашуба Марія Василівна
Кашуба Марія Василівна (нар. 19 січня 1941, село Деревня, Львівська область) — українська перекладачка, спеціалістка з латинської мови, історикиня української філософії, культурологиня.

## Життєпис
Народилася у 1941 році в с. Деревня, Жовківського району, Львівської області.
Закінчила факультет іноземних мов Львівського державного університету імені Івана Франка у 1964 році, де вивчала латинську і старогрецьку мови. З 1967 року викладала латинську мову у цьому ж університеті.
З 1970 по 1973 роки працювала молодшою науковою співробітницею в Інституті філософії НАН України.
У 1971 році захистила дисертацію на тему «Філософський курс Георгія Кониського (з історії розвитку філософії на Україні першої половини XVIII ст.)» та здобула науковий ступінь кандидатки філософських наук. 1990 року захистила докторську дисертацію на тему «Етика в Києво-Могилянській академії», а згодом отримала вчене звання професорки.
З 1995 по 1997 роки обіймала посаду професорки кафедри філософії Львівського державного університету імені Івана Франка, а з 1997 по 2000 роки — завідувачка кафедри теорії та історії культури. Одна з перших, яка почала займатися історією української філософії та латиномовною спадщиною таких професорів філософії Києво-Могилянської академії, як Георгій Кониський, Стефан Калиновський, Сильвестр Кулябка, Михайло Козачинський, Стефан Яворський, Феофан Прокопович. Окрім того, переклала з латини повне зібрання творів Григорія Сковороди та вибрані твори «Пізнай в собі людину».
На сьогодні є завідувачкою кафедри гуманітарних дисциплін Львівської національної музичної академії імені М. В. Лисенка, членкиня Вчених рад з захисту докторських та кандидатських дисертацій.

## Філософські погляди
На погляд Марії Кашуби, криза сучасної філософії і культури, складовою якої вона є, зумовлена незнанням філософії більшістю людей, бо панує стереотип радянських часів, що філософія — це ідеологія, або всезагальна методологія, з одного боку, а з другого — немає запиту на критичне мислення, самостійну думку.

## Вибрані публікації
- Етика Арістотеля в інтерпретації Г. Кониського. Тези доп. IV Республ. конф.викладачів іноземних мов. Львів, ЛДУ, 1968.
- Філософія в Києво-Могилянській академії. «Філософська думка», 1969, № 2.
- Трактування Георгієм Кониським проблеми матерії. Від Вишенського до Сковороди. К.: Наукова думка, 1972, С. 96–102.
- Григорій Сковорода. Повне зібрання творів. К.: Наукова думка, 1973. Т. 1-2.
- Феофан Прокопович. Етика. Переклад з латинської мови. Прокопович Феофан. Філософські твори. У 2т. Т. 2. К.: Наукова думка, 1980.
- Принципи раціоналістичної моралі  у творі І. Гізеля «Мир з Богом чоловіку» / Роль Києво-Могилянської академії в культурному єднанні слов'янських народів. К.: Наукова думка, 1988. С. 31–36.
- Кашуба М. В. Філософія Відродження на Україні. – К.: Наукова думка, 1990 р. – 334 с.
- Георгій Кониський. Філософські твори. У 2 томах К.: Наукова думка, 1990.
- Стефан Яворський. Філософскі твори (спецредакція перекладу). У 3 т. — Т. 1. Логічні трактати. К.: Наукова длумка, 1992.
- Поняття Бога у філософії Г. Сковороди. Історія релігій в Україні. Тези доповідей третього круглого столу. Львів, 1993.С. 52–53.
- Політичний трактат Михайла Козачинського. Політологічні читання. К.: 1993. С. 86–118.
- Григорій Сковорода. Твори у 2 томах (переклад і коментар). Гарвардська бібліотека давньоукраїнського письменства. К.: Обереги,1994.
- Григорій Сковорода. Пізнай в собі людину. Львів: Світ, 1995.
- Георгій Кониський – світогляд та віхи життя. К.: Укр. центр духовної культури,1999.
- Києво-Печерський патерик / Пер. із церковносл. М. Кашуба і Н. Пікулик. Львів: Свічадо, 2001.
- Гавриїл Костельник. Філософські погляди. Дрогобич: Вимір, 2002.
- Стефан Яворський. Філософські твори (спецредакція перекладу, вступне слово, упорядкування, коментар, іменний покажчик). У 3 т. — Т. 2. Натурфілософські праці. Львів: ЛНУ ім. І. Франка, 2018. 768 с.